# Kantad kulhalsbock
Kantad kulhalsbock (Acmaeops marginatus) är en skalbaggsart som först beskrevs av Fabricius 1781.  Kantad kulhalsbock ingår i släktet Acmaeops och familjen långhorningar.
Artens utbredningsområde är:
- Frankrike.
- Ukraina.

Enligt den svenska rödlistan är arten starkt hotad i Sverige. Arten förekommer på Gotland, Nedre Norrland och Övre Norrland. Arten har tidigare förekommit på Öland, Götaland och Svealand men är numera lokalt utdöd. Artens livsmiljö är skogslandskap. Inga underarter finns listade i Catalogue of Life.